# Valentin Gavrilov
Valentin Alexandrovič Gavrilov (rusky Валентин Александрович Гаврилов; 26. července 1946, Moskva – 23. prosince 2003, Moskva) byl sovětský atlet, jehož specializací byl skok do výšky.
V roce 1968 získal na letních olympijských hrách v mexickém Ciudad de México bronzovou medaili, když ve finále skočil napoprvé 220 cm. Výše skočili jen Američané Ed Caruthers (222 cm), který skončil stříbrný a olympijským vítězem se stal Dick Fosbury (224 cm).
Po skončení sportovní kariéry pracoval jako trenér na Filipínách a poté v Malajsii. Uzavřel pětiletý kontrakt v Kataru, který však byl ukončen za necelé dva roky. Zemřel 23. prosince 2003, nedlouho po návratu do Moskvy.